# Vladimir Gabulov
Vladimir Borisovič Gabulov (rusky Владимир Борисович Габулов, osetsky Гæбулты Борисы фырт Владимир; 19. října 1983) je bývalý ruský fotbalový brankář. Byl součástí ruského týmu na Euru 2008, Konfederačním poháru FIFA 2017 a Mistrovství světa ve fotbale 2018 jako třetí brankář.

## Kariéra
Dne 2. ledna 2018 podepsal smlouvu na 1,5 roku s belgickým klubem Bruggy.
Oficiálně ukončil hráčskou kariéru 12. listopadu 2018.

## Reprezentační kariéra
Gabulov debutoval za ruskou reprezentaci 22. srpna 2007 v přátelském utkání proti Polsku, než ho v poločase vystřídal Anton Šunin. V soutěžním zápase za reprezentaci debutoval v Kvalifikaci na Euro 2008 proti Makedonii, ale v 69. minutě byl vyloučen za faul na Gorana Maznova. Dne 17. října 2007 byl vybrán, aby hrál v důležitém kvalifikačním zápase proti Anglii, protože Igor Akinfejev byl zraněn a Vjačeslav Malafejev byl ve špatné formě. Předvedl několik klíčových zákroků a Rusko porazilo Anglii 2-1. Za svůj výkon nastoupil Gabulov ve zbývajících dvou kvalifikačních zápasech proti Izraeli a Andoře, než byl vybrán jako třetí brankář za Akinfejevem a Malafejevem pro ruský tým na Euro 2008.
Dne 11. května 2018 byl zařazen do rozšířené ruské nominace pro Mistrovství světa ve fotbale 2018 pod vedením kolegy z Jižní Osetie a trenéra Stanislava Čerčesova. Dne 3. června 2018 byl zařazen do konečné nominace Ruska pro šampionát. Zůstal na lavičce ve všech zápasech za Igorem Akinfejevem.

### Vystoupení na velkých akcích
| Roky      | Akce                                                        | Kategorie | Zápasy | Zápasy     | Obdržené góly | Týmový úspěch           |
| Roky      | Akce                                                        | Kategorie | Starty | Vystřídání | Obdržené góly | Týmový úspěch           |
| --------- | ----------------------------------------------------------- | --------- | ------ | ---------- | ------------- | ----------------------- |
| 2004–2005 | Kvalifikace na Mistrovství Evropy ve fotbale do 21 let 2006 | do 21 let | 9      | 0          | 5             | Kvalifikace do play-off |
| 2006–2007 | Kvalifikace na Mistrovství Evropy ve fotbale 2008           | Seniorská | 4      | 0          | 3             | Kvalifikace             |

## Po konci kariéry
V prvním roce po svém odchodu do hráčského důchodu, od roku 2018 do roku 2019, působil jako ministr sportu ve vládě Severní Osetie-Alanie. Ve druhé polovině roku 2019 působil jako prezident klubu Alanija Vladikavkaz.
Dne 18. února 2020 byl jmenován předsedou klubu FK Olimp Chimki. Dne 28. prosince 2021 byl přijat jako generální ředitel ruského klubu FK Chimki. Klub opustil 5. května 2022.

## Úspěchy

### Klubové

#### CSKA Moskva
- Pohár UEFA: 2004–05
- Ruská Premier Liga: 2004–05, 2005–06

#### Ruská reprezentace
- Bronzová medaile na Mistrovství Evropy ve fotbale: 2008

#### Individuální
- Gentleman roku: 2009

## Osobní život
Jeho mladší bratr Georgi Gabulov je také profesionální fotbalista.